# Базалій Борис Васильович
Бори́с Васи́льович Базалі́й (* 15 квітня 1938, Улянівка — † 24 серпня 2012) — український вчений-знавець в царині нелінійних задач з вільними межами, 1988 — доктор фізико-математичних наук.

## Життєпис
1961 року закінчив навчання в Харківському авіаційному інституті. У 1968 році одержує диплом кандидата фізико-математичних наук.
З 1970 року працює в Інституті прикладної математики і механіки НАН України — почав як старший науковий співробітник, дійшов до керівництва відділом рівнянь математичної фізики. На цій посаді продовжив наукову школу свого вчителя — на той час члена-кореспондента АН УРСР І. І. Данилюка.
В 1988 році захищає докторську дисертацію, доктор фізико-математичних наук.
Запропонував новий метод вивчення багатовимірної задачі Стефана, за його допомогою було доведено класичну розв'язність багатьох крайових задач з невідомими межами — для еліптичних і параболічних рівнянь, а також систем з різними типами виродження й сингулярностей.
По його наукових дослідженнях опубліковано більше 80 наукових публікацій у спеціалізованих журналах.
Як педагог підготував п'ять кандидатів наук.
Є головним редактором збірника наукових праць «Нелінійні граничні задачі».
Деякі з опублікованих праць:
- 1997 — «Про одну крайову задачу із старшою похідною в граничній умові для параболічного рівняння другого порядку», разом з С. Н. Казміним,
- 1998 — «Про одну модельну задачу з другими похідними по геометричних похідних в граничній умові для параболічного рівняння другого порядку»,
- 2000 — «Про регулярність вирішення задачі з вільною межею для рівняння vt=(vm)xx», разом з Н. В. Краснощеком,
- 2002 — «Регулярність вирішення багатомірної задачі з вільною межею для рівняння пористого середовища» — разом з Н. В. Краснощеком,
- 2013 — «Гранична задача для еліптичних, що вироджуються на границі області еліптичних рівнянь в вагових просторах Гельдера» — разом з С. П. Дегтяревим.